# Teorija vsega
Teorija vsega (tudi kvantna teorija gravitacije) je fizikalna teorija, ki bi gravitacijo združila z drugimi osnovnimi silami narave.

## Zamisel za teorijo vsega
Splošna teorija relativnosti točno opisuje zgradbo Vesolja na velikih razdaljah, skoraj nič pa ne pove o procesih, ki se dogajajo v subatomskem svetu, od koder naj bi izvirala gravitacija. Ta subatomski svet sicer razlaga druga pomembna fizikalana teorija - kvantna mehanika. Vendar ta spet ničesar ne pove o gravitaciji. Tako imata teorija relativnosti in kvantna mehanika malo skupnega.

## Predpodstavke teorije vsega
V začetku 21. stoletja večina teorij vsega predpodstavlja, da ima Vesolje poleg dojemljivega prostora in časa še več razsežnosti. Ena od teorij je tudi teorija strun.